# Granitura
Per granitura, nell'ambito delle tecniche d'incisione e soprattutto per l'esecuzione dell'acquatinta, si intende polvere di colofonia o di bitume giudaico sminuzzato, in quantità più o meno coprente della lastra cosparsa. Il termine si riferisce anche al processo stesso e al suo risultato sulla lastra.
Dopo aver eseguito il consolidamento delle polveri, mediante riscaldamento, e avendo successivamente morso la lastra in bagno d'acido, si potrà ancora parlare di granitura, in questo caso ci si riferirà al contrapporsi di rilievi che saranno inchiostrati allo scopo di contenere l'inchiostro, atto ad essere riportato su carta calcograficamente.